# Aldair
Aldair Nascimento dos Santos (phát âm tiếng Bồ Đào Nha: [awdaˈiʁ]; sinh ngày 30 tháng 11 năm 1965), còn được gọi là Aldair, là cựu cầu thủ bóng đá người Brasil từng chơi ở vị trí trung vệ, và là thành viên của đội tuyển Brasil vô địch World Cup 1994.
Ông giành phần lớn thời gian của sự nghiệp chơi cho A.S. Roma, nơi ông là đội trưởng, vô địch Serie A mùa bóng 2001. Ông được ghi tên vào Ngôi nhà danh vọng của Roma.

## Thống kê sự nghiệp

### Câu lạc bộ
|                     |                     |                        | Vô địch quốc gia | Vô địch quốc gia |
| Mùa giải            | Câu lạc bộ          | Hạng đấu               | Số trận          | Số bàn           |
| Brazil              | Brazil              | Brazil                 | VĐQG             | VĐQG             |
| ------------------- | ------------------- | ---------------------- | ---------------- | ---------------- |
| 1985                | Flamengo            | Série A                | –                | –                |
| 1986                | Flamengo            | Série A                | 23               | 1                |
| 1987                | Flamengo            | Série A                | 7                | 0                |
| 1988                | Flamengo            | Série A                | 24               | 2                |
| 1989                | Flamengo            | Série A                | –                | –                |
| Bồ Đào Nha          | Bồ Đào Nha          | Bồ Đào Nha             | VĐQG             | VĐQG             |
| 1989–90             | Benfica             | Primeira Liga          | 22               | 5                |
| Ý                   | Ý                   | Ý                      | VĐQG             | VĐQG             |
| 1990–91             | Roma                | Serie A                | 29               | 2                |
| 1991–92             | Roma                | Serie A                | 33               | 3                |
| 1992–93             | Roma                | Serie A                | 28               | 2                |
| 1993–94             | Roma                | Serie A                | 12               | 0                |
| 1994–95             | Roma                | Serie A                | 28               | 1                |
| 1995–96             | Roma                | Serie A                | 31               | 0                |
| 1996–97             | Roma                | Serie A                | 32               | 2                |
| 1997–98             | Roma                | Serie A                | 28               | 3                |
| 1998–99             | Roma                | Serie A                | 27               | 0                |
| 1999–00             | Roma                | Serie A                | 34               | 1                |
| 2000–01             | Roma                | Serie A                | 15               | 0                |
| 2001–02             | Roma                | Serie A                | 16               | 0                |
| 2002–03             | Roma                | Serie A                | 17               | 0                |
| 2003–04             | Genoa               | Serie B                | 17               | 1                |
| San Marino          | San Marino          | San Marino             | VĐQG             | VĐQG             |
| 2007–08             | Murata              | Campionato Sammarinese | 10               | 0                |
| 2008–09             | Murata              | Campionato Sammarinese | –                | –                |
| 2009–10             | Murata              | Campionato Sammarinese | –                | –                |
| Quốc gia            | Brazil              | Brazil                 | 54               | 3                |
| Quốc gia            | Bồ Đào Nha          | Bồ Đào Nha             | 22               | 5                |
| Quốc gia            | Ý                   | Ý                      | 347              | 15               |
| Quốc gia            | San Marino          | San Marino             | 10               | 0                |
| Tổng cộng sự nghiệp | Tổng cộng sự nghiệp | Tổng cộng sự nghiệp    | 433              | 23               |

### Quốc tế
| Brasil    | Brasil  | Brasil |
| Năm       | Số trận | Số bàn |
| --------- | ------- | ------ |
| 1989      | 15      | 0      |
| 1990      | 3       | 1      |
| 1991      | –       | –      |
| 1992      | –       | –      |
| 1993      | –       | –      |
| 1994      | 11      | 0      |
| 1995      | 13      | 1      |
| 1996      | 1       | 0      |
| 1997      | 19      | 1      |
| 1998      | 9       | 0      |
| 1999      | 3       | 0      |
| 2000      | 6       | 0      |
| Tổng cộng | 80      | 3      |

## Giải thưởng

### Câu lạc bộ
Flamengo
- Campeonato Carioca: 1986

Benfica
- Siêu cúp bóng đá Bồ Đào Nha: 1989

Roma
- Cúp bóng đá Ý: 1990–91
- Serie A: 2000–01
- Siêu cúp bóng đá Ý: 2001

Murata
- Campionato Sammarinese di Calcio: 2007–08

### Quốc tế
Brazil
- Giải vô địch bóng đá thế giới: 1994; Á quân 1998
- Cúp bóng đá Nam Mỹ: 1989,[6] 1997; Á quân 1995
- Thế vận hội mùa hè: Huy chương đồng Bóng đá nam 1996
- Cúp Liên đoàn các châu lục: 1997

### Cá nhân
- FIFA XI: 2000[7]
- Bàn chân vàng: 2008[8]
- Ngôi nhà danh vọng A.S. Roma: 2012[3]